# Магнитная сборка Халбаха

Линейная магнитная сборка Халбаха, состоящая из пяти сегментов

Магнитная сборка Хальбаха — особая конфигурация постоянных магнитов, характеризующаяся тем, что магнитное поле с одной из её сторон практически полностью отсутствует благодаря особому расположению элементов сборки.
Описываемый эффект воспроизводится повторением последовательности магнитных элементов вектором намагниченности (на передней поверхности) влево, вверх, вправо, вниз, влево.
Эффект был открыт Маллинсоном в 1973 году и был назван им удивительным, что, тем не менее, не помешало ему распознать в нём способ потенциального улучшения свойств и качеств записи на магнитную ленту.
В 1980-х годах Клаус Хальбах (Klaus Halbach), в то время физик Национальной лаборатории им. Лоуренса, разработал магнитную сборку, впоследствии названную его именем и предназначенную для мощного излучения пучком электронов в ускорителе.

## Одномерные сборки Хальбаха

### Намагничивание
Распределение магнитного поля может быть представлено при помощи чертежей Маллинсона. Чертежи показывают магнитное поле, вызванное полоской поверхностью ферромагнитного материала с переменным вектором намагничивания по координате y (верхний левый чертёж) и по координате x (верхний правый чертёж). Обратите внимание на то, что поле в верхней полуплоскости обоих чертежей имеет одинаковую направленность, в то время как в нижней полуплоскости — противоположную. В результате суперпозиции магнитных полей двух структур получается структура, магнитное поле которой изображено на нижнем чертеже:

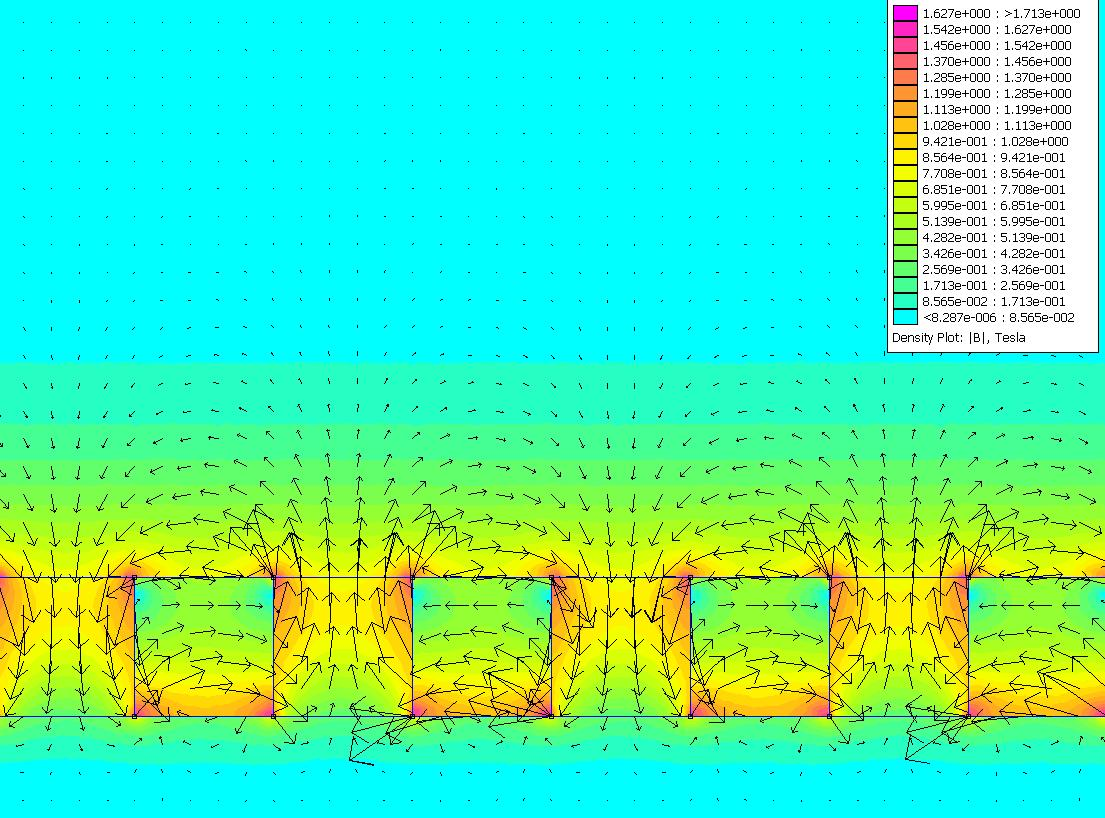
Поле вокруг отдельных элементов сборки

Основной смысл сборки заключается в том, что компенсация магнитного потока снизу сборки приводит к его усилению сверху. В принципе, любая сборка, в которой компоненты намагничены с поворотом фазы {\displaystyle \pi /2} приводит к усилению магнитного потока с одной стороны сборки. Математические преобразования, в которых сдвиг фазы всех компонентов относительно друг друга составляет {\displaystyle \pi /2} называется преобразованием Гильберта. Таким образом, вектор намагниченности компонентов должен составлять пары в преобразовании Гильберта (простейший случай — функции {\displaystyle \sin(x)\cos(y)}, как это показано на рисунке выше).
Можно выделить два основных преимущества в одностороннем магнитном потоке:
- Наверху сборки магнитный поток в два раза интенсивнее (в идеальном случае);
- Внизу магнитной сборки магнитный поток отсутствует (опять же в идеальном случае, при условии сборки бесконечной длины), а это серьёзно упрощает разработку систем.

Магнитная сборка Халбаха может быть легко «развёрнута» в цилиндр Халбаха.
Поле сверху бесконечно длинной сборки может быть записано функцией вида:
{\displaystyle F(x,y)=F_{0}e^{i\lambda x}e^{-\lambda y}},
где
{\displaystyle F(x,y)} — функция поля, вида {\displaystyle F_{x}+F_{y}i}
{\displaystyle F_{0}} — амплитуда поля на поверхности сборки
{\displaystyle \lambda } — пространственная частота